# Петрушино (Вологодская область)
Петрушино — деревня в Вологодском районе Вологодской области.
Входит в состав Кубенского сельского поселения (с 1 января 2006 года по 8 апреля 2009 года входила в Вепревское сельское поселение), с точки зрения административно-территориального деления — в Вепревский сельсовет.
Расстояние до районного центра Вологды по автодороге — 70 км, до центра муниципального образования Кубенского по прямой — 20 км. Ближайшие населённые пункты — Березовка, Токарево, Круглица, Черный Порог, Бряча.
По переписи 2002 года население — 8 человек.